# Sturmgeschütz-Brigade 191
De Sturmartillerie-Abteilung 191 / Sturmgeschütz-Abteilung 191 / Sturmgeschütz-Brigade 191 / Heeres-Sturmgeschütz-Brigade 191 was tijdens de Tweede Wereldoorlog een Duitse Sturmgeschütz-eenheid van de Wehrmacht ter grootte van een afdeling, uitgerust met gemechaniseerd geschut. Deze eenheid was een zogenaamde Heerestruppe, d.w.z. niet direct toegewezen aan een divisie, maar ressorterend onder een hoger commando, zoals een legerkorps of leger.
Deze Sturmgeschütz-eenheid kwam in actie in de Balkanveldtocht in april 1941 en daarna tot het eind van de oorlog aan het oostfront, eerst in de zuidelijke sector en centrale sector en later weer in het zuiden. Vervolgens was er weer inzet op de Balkan in 1944 en daarna Hongarije. De eenheid capituleerde uiteindelijk in Oostenrijk.

## Krijgsgeschiedenis

### Sturmartillerie-Abteilung 191
De Sturmartillerie-Abteilung 191 werd op 1 oktober 1940 in Jüterbog opgericht. Vanaf 1 januari 1941 werd de Abteilung verplaatst naar Roemenië, waar de training verder ging.
Op 7 februari 1941 werd de Abteilung daar omgedoopt in Sturmgeschütz-Abteilung 191.

### Sturmgeschütz-Abteilung 191
De Abteilung verplaatste zich begin maart 1941 naar Bulgarije. Van hieruit nam de Abteilung deel aan de Balkanveldtocht vanaf 6 april en binnen enkele dagen werd Griekse grensverdediging (Metaxaslinie) doorbroken. De verdere opmars ging langs de Olympus, via Larissa naar Lamia. Hier stopte de opmars en de Abteilung trok terug naar Saloniki. Vandaar volgde transport naar Ölmutz voor een opfrissing. Van hieruit werd de Abteilung verplaatst naar Polen en kwam onder bevel van het 6e Leger voor de aanval op de Sovjet-Unie.
Onder hevige gevechten rukte de Abteilung steeds verder op door Oekraïne en kon tegen eind augustus de Dnjepr oversteken. Daarna volgde een inzet in de Slag om Kiev. Vervolgens werd eind september de Abteilung verplaatst naar het 4e Leger voor deelname aan Operatie Taifun. Moskou kon niet worden bereikt, maar de Abteilung reikte wel to Borovsk en kwam tot over de Nara. In december 1941 werd de Abteilung verplaatst naar Spas-Demensk en bleef hier in actie langs de snelweg naar Moskou tot maart 1942. Eind maart 1942 werd de Abteilung teruggetroken naar Mogilev voor een opfrissing en werd dan begin juni 1942 naar Koersk verplaatst. Er volgde deename aan Fall Blau, waarbij de Abteilung na het oversteken van de Don onder bevel kwam van het 1e Pantserleger en daarmee richting de Kaukasus optrok. Bij Mozdok faciliteerde de Abteilung de 111e Infanteriedivisie met de oversteek over de Terek. Deze stelling kon tot eind december 1942 gehouden worden, waarna een terugtocht volgde naar het Koebanbruggenhoofd, onder het 17e Leger. Tijdens de defensieve gevechten werden op een moment zelfs alle overgebleven Sturmgeschützen samengevat in een gevechtsbatterij. In april werd de Abteilung teruggetrokken naar Kertsj om opgefrist te worden, waarna het weer terugging in het bruggenhoofd en daar voortdurend opereerde als “brandweer”. Tijdens de terugtocht uit het bruggenhoofd vormde de Abteilung de achterhoede en werd daarna de Straat van Kertsj overgebracht. Op het schiereiland Kertsj werd in november en december actie gekomen tegen de Sovjet bruggenhoofden bij Jenikale en Eltigen. Begin 1944 was er ook een actie aan de Landengte van Perekop.
Op 28 februari 1944 werd de Abteilung op de Krim omgedoopt in Sturmgeschütz-Brigade 191.

### Sturmgeschütz-Brigade 191
De omdoping in Sturmgeschütz-Brigade betekende echter geen organisatorische verandering, de samenstelling bleef gelijk. In april 1944 konden de Sovjets doorbreken op de Krim en de brigade trok zich via Stary Krim en Jalta terug naar Sebastopol, waar nog acht Sturmgeschützen in actie waren. In mei 1944 werden de laatste resten van de brigade geëvacueerd naar Constanța. Op 6 juni gingen deze resten op transport naar Oefenterrein Schieratz in Polen. Hier werd de brigade opgefrist en op 29 juli 1944 versterkt door de 4./H.Sturmgesch. Brig. 201 en beschikte daarom daarna over vier batterijen.
Op 29 juli 1944 werd de brigade omgedoopt in Heeres-Sturmgeschütz-Brigade 191.

### Heeres-Sturmgeschütz-Brigade 191
In augustus werd de brigade ingezet in Servië rond Niš en ten zuiden en westen van Belgrado. In september 1944 werd de 2e Batterij weggehaald bij de brigade en op transport gezet naar Oefenterrein Altengrabow en daar ingevoegd in de Sturmgeschütz-Lehr-Brigade II als 2e Batterij. De brigade trok zich terug naar Osijek en Novi Sad en kwam in actie in Groß-Betscherek, langs de Tisza en later rond het Balatonmeer. De 1e Batterij werd naar het gebied Osijek en Apatin verplaatst en keerde niet meer naar de brigade terug. De rest van de brigade kwam in de winter 1944/45 in actie in het gebied rond Nagykanizsa – Kaposvár. In het voorjaar vochten de resten van de brigade onder de 3e Cavaleriedivisie. De brigade trok zich terug naar Oostenrijk.

### Einde
De Heeres-Sturmgeschütz-Brigade 191 capituleerde op 8 mei 1945 rond Mauerkirchen en Tamsweg aan westerse geallieerde troepen. De 1e Batterij raakte aan het eind van de oorlog bijna volledig in Joegoslavische krijgsgevangenschap.

## Samenstelling
- Staf
- 1e Batterij (tot 1944)
- 2e Batterij (tot 1944)
- 3e Batterij
- 4e Batterij (vanaf juli 1944)

## Commandanten
| Rang                                | Naam                       | Begin            | Eind               |
| ----------------------------------- | -------------------------- | ---------------- | ------------------ |
| Hauptmann Major vanaf december 1940 | Günther Hoffmann Schönborn | 1 oktober 1940   | 2 december 1941    |
| Hauptmann                           | Rudolf Haarberg            | 2 december 1941  | 15 juni 1942       |
| Hauptmann                           | Lothar Friedrich Führ      | 16 juni 1942     | 28 juni 1942 †     |
| Oberleutnant                        | Georg Vaerst               | 29 juni 1942     | 30 juni 1942       |
| Hauptmann                           | Wolfgang Kapp              | 30 juni 1942     | januari 1943       |
| Oberleutnant                        | Hubert Heinzle             | januari 1943     | januari 1943       |
| Hauptmann                           | Wolfgang Kapp              | januari 1943     | 21 maart 1943      |
| Hauptmann                           | Alfred Müller              | 28 maart 1943    | 15 juni 1944       |
| Hauptmann                           | Heinrich Kollböck          | 15 juni 1944     | 12 november 1944 † |
| Hauptmann                           | Krech                      | 12 november 1944 | 20 november 1944   |
| Hauptmann                           | Karl-Erich Berg            | 20 november 1944 | 8 mei 1945         |

Major Hoffmann Schönborn raakte gewond bij gevechten. Hauptmann Führ sneuvelde in gevechten tussen Koersk en Voronezj. Oberleutnant Vaerst en Oberleutnant Heinzle waren slechts tijdelijk commandant. Hauptmann Kollböck sneuvelde bij gevechten in november 1944.